# Rasbo landskommun
Rasbo landskommun var tidigare en kommun i Uppsala län.

## Administrativ historik
Den 1 januari 1863, när kommunalförordningarna började tillämpas, skapades över hela riket cirka 2 500 kommuner, varav 89 städer, 8 köpingar och resten landskommuner. Då inrättades i Rasbo socken i Rasbo härad i Uppland denna kommun
1952 genomfördes den första av 1900-talets två genomgripande kommunreformer i Sverige. Rasbo bildade då "storkommun" genom sammanläggning med den tidigare grannkommunen Rasbokil.
År 1967 gick kommunen upp i Olands landskommun, vilken i sin tur upplöstes 1974, varvid området fördes till Uppsala kommun.
Kommunkoden 1952–66 var 0311.

### Kyrklig tillhörighet
I kyrkligt hänseende tillhörde kommunen Rasbo församling. Den 1 januari 1952 tillkom Rasbokils församling.

## Geografi
Rasbo landskommun omfattade den 1 januari 1952 en areal av 194,03 km², varav 189,98 km² land. Efter nymätningar och arealberäkningar färdiga den 1 januari 1956 omfattade landskommunen den 1 november 1960 (enligt indelningen den 1 januari 1961) en areal av 193,08 km², varav 191,05 km² land.

### Tätorter i kommunen 1960
I Rasbo landskommun fanns den 1 november 1960 ingen tätort. Tätortsgraden i kommunen var då alltså 0,0 procent.

## Politik

### Mandatfördelning i valen 1938–1962
| 10 | 3 | 5 | 2 |

| 19 |

| 10 | 6 | 2 | 2 |

| 20 |

| 10 | 2 | 6 | 2 |

| 20 |

| 13 | 12 | 3 | 2 |

| 28 |

| 11 | 13 | 3 | 3 |

| 27 |

| 11 | 11 | 2 | 6 |

| 27 |

| 11 | 12 | 3 | 4 |

| 24 | 6 |